# Yoshio Mikami
Yoshio Mikami (em japonês:  , transl. 三上 義夫; Kotachi, prefeitura de Hiroshima, 16 de fevereiro de 1875 – Hiroshima, 31 de dezembro de 1950) foi um matemático e historiador wasan japonês.

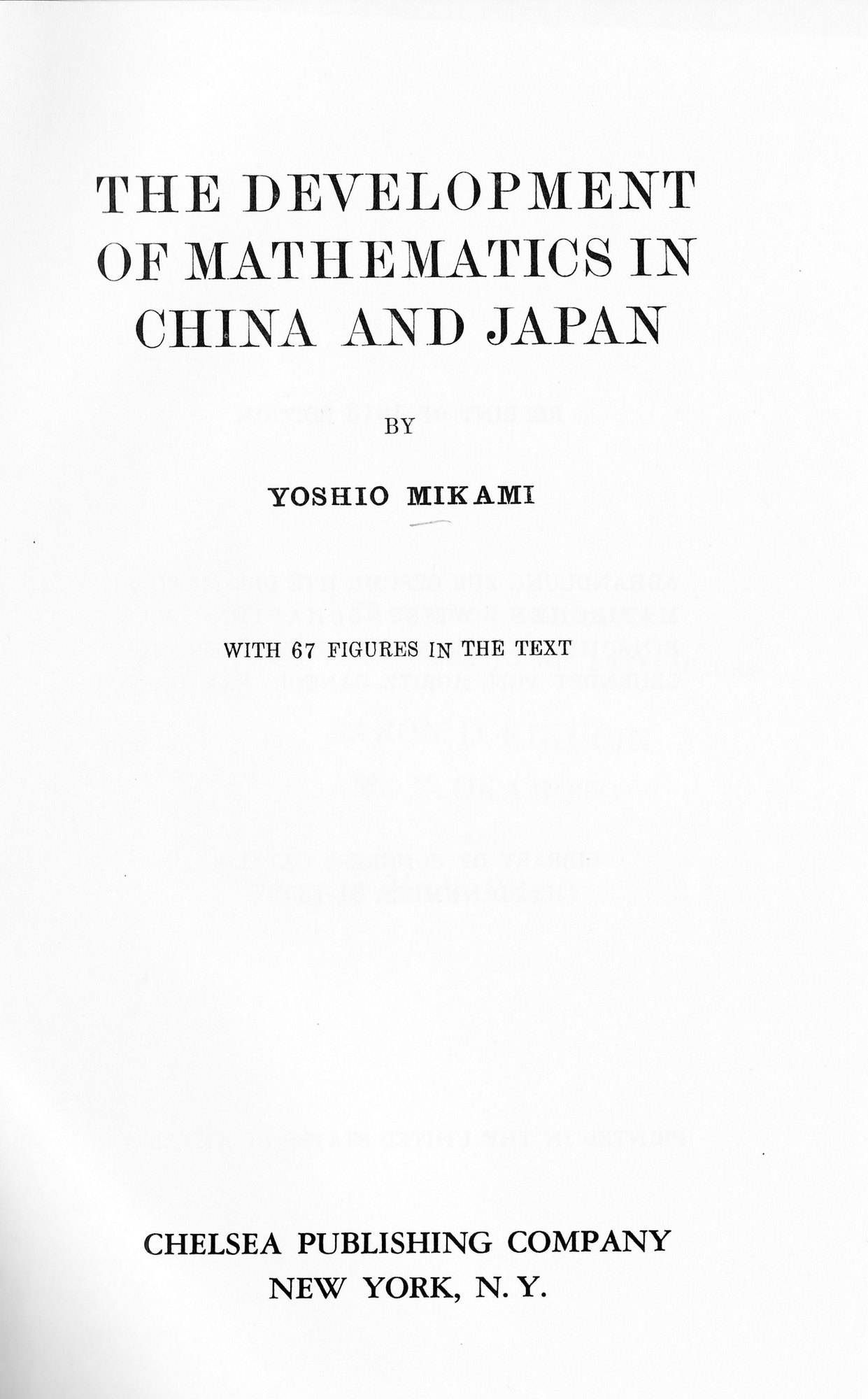

Frequentou o ginásio da Universidade de Tohoku, sendo admitido em 1911 na Universidade Imperial de Tóquio. Estudou história da matemática japonesa e chinesa. Em 1913 publicou "The Development of Mathematics in China and Japan" em Leipzig. Este livro consiste de duas partes com 47 capítulos. A Parte I tem 21 capítulos que descrevem em profundidade diversos importantes matemáticos chineses e clássicos matemáticos incluindo Liu Hui, Shen Kuo, Qin Jiushao, Sunzi Suanjing, Os nove capítulos da arte matemática, Tratado Matemático em Nove Seções, Li Ye, Zhu Shijie e estudo sobre π. A Parte II lida com importantes matemáticos wasan e seus trabalhos, incluindo Kambei Mori, Yoshida Mitsuyoshi, Seki Takakazu, Imamura Chisho, Takahara Kisshu, Kurushima, Ajima Naonobu, Aida Yasuaki, Shiraishi Chochu, Skabe Kohan e Hagiwara Teisuke.
Morreu em 31 de dezembro de 1950 em Hiroshima.